# Alba Caño Isant
Alba Caño Isant   (Puiggròs, 30 de setembre de 2003) és una futbolista catalana que juga en la posició de migcampista al Futbol Club Barcelona.
A les files del Barça des del 2018, Caño havia jugat anteriorment a l'Escola Comarcal de Futbol les Garrigues (2008-2015) i a l'AEM (2015-2018). Essent capitana del filial blaugrana, la temporada 2022-2023 va debutar al primer equip amb 19 anys en partit oficial contra el Llevant Les Planes guanyant 4-0. El 12 de novembre de 2024 va debutar a la Lliga de Campions Femenina de la UEFA.
El 16 d'abril de 2025 contra el Sevilla Fútbol Club va marcar el seu primer gol amb l'equip barcelonista.

## Palmarès

### FC Barcelona B
- Primera Federació: 2022-23 i 2023-24.

### FC Barcelona
- Liga F: 2023-24